# Louise-Denise Germain
Pour les articles homonymes, voir Germain.
Ne doit pas être confondu avec Louise Germain.
Louise-Denise Germain, née le 21 juin 1870 à Uzerche en Corrèze et morte le 17 février 1936 à Paris 6e, est une artiste décoratrice française spécialisée dans le domaine du cuir. Elle a su s’imposer comme la première femme artiste non relieur à se vouer à l’art de la reliure.

## Biographie
Née en 1870 près d’Uzerche, Louise-Denise Germain est orpheline de père puis rapidement de mère. En 1891 elle arrive à Paris où elle tombe amoureuse et enceinte, mais le père de l’enfant décède avant leur mariage. 
Elle commence son activité par la création d’objets en bois pyrogravé, puis applique sur le cuir les techniques qui lui viennent du travail du bois, comme la pyrogravure. Son style se caractérise aussi par l'incrustation de lames et agrafes en métal argenté ou doré qu’elle fabriquait elle-même. Mais elle ne relie pas à proprement parler les  livres elle-même : elle confie, après confection, la peau à un autre relieur.
Parce qu'elle est autodidacte, non influencée le milieu de la reliure, Louise-Denise Germain ne suit pas les courants en reliure de cette époque (les reliures de Capé ou Marius-Michel par exemple). Elle se fait remarquer par son originalité : elle commence avec les premiers mécénats à fabriquer ses propres gardes, aquarellées (parfois en collaboration avec Josef Sima), et réalise également des étuis souples, deux choses plutôt rares à l’époque. 
Son premier mécène et commanditaire est Gabriel Thomas, mais on peut nommer aussi Jacques Rouché, Jacques Doucet et Louis Barthou.

## Expositions

### Expositions de son vivant
Elle expose très régulièrement ses œuvres aux salons d’Automne, salon des artistes décorateurs et salon de la Société nationale des beaux-arts.
En plus de ces présentations régulières, trois expositions lui ont été consacrées de son vivant :
- en 1913, à Buenos Aires, en lien avec la Société des Beaux-arts.
- en 1927, à Paris, sur les Champs-Élysées
- en 1933, à Paris, rue Raspail.

### Autres expositions
- en 1979, à Paris, Bibliothèque de l'Arsenal.
- en 2017, à Paris, Bibliothèque de l'Arsenal.

## Reliures conservées
Fabienne Le Bars a retrouvé 200 reliures de Louise-Denise Germain.